# Давлатзода, Зульфия Давлат
Зульфия Давлат Давлатзода (тадж. Зулфия Давлат Давлатзода, род. 13 марта 1974, Хорог, Горно-Бадахшанская автономная область, Таджикская ССР) — таджикская женщина-политик, министр культуры Таджикистана с 24 января 2020 года по 30 января 2024 гоа.

## Биография
Родилась 13 марта 1974 года в городе Хорог, административном центре Горно-Бадахшанской автономной области (ГБАО). Окончила там среднюю школу и поступила на факультет восточных языков Хорогского государственного университета имени Моёншо Назаршоева, который окончила в 1997 году.
После окончания университета работала корреспондентом управления по телевидению и радиовещанию ГБАО. В 2007 году была назначена главным специалистом отдела по делам женщин и семьи областного исполнительного комитета. В 2008 году назначена начальником управления по телевидению и радиовещанию ГБАО. В 2014 году назначена директором «Центра обучения взрослых Таджикистана» в ГБАО. С 2015 года исполняла обязанности заместителя председателя, а с начала января 2020 года — первого заместителя председателя Комитета по делам женщин и семьи при Правительстве Таджикистана.
24 января 2020 года назначена министром культуры. Сменила Шамсиддина Орумбекзоду, ушедшего на пенсию.
В 2024 году на должности ее сменила Сатториён Матлубахон Амонзода.